# Sisters of Anarchy
 Pour plus de détails, voir Fiche technique et Distribution
Sisters of Anarchy est un film pornographique parodique américain réalisé par Bonnie Rotten, produit par Digital Playground et sorti en 2014,. Il remporte le NightMoves Award de la meilleure parodie.

## Synopsis
Jackie (Bonnie Rotten) est la meneuse du gang de motardes « Sisters of Anarchy », actif à Briarhaven en Californie. Elle doit prendre une décision déterminante pour le futur de son équipe. Adam (Evan Stone), un ancien membre de la bande, a vendu certaines informations au FBI, ce qui a poussé le procureur à s'intéresser au gang. Désormais, chacune des décisions de Jackie peut avoir des répercussions sur sa famille, ses amis et les bandes rivales. Pour protéger sa ville et son gang, Jackie doit faire tout le nécessaire, y compris manipuler des personnes bien ciblées.
Le film reprend certains passages de la série télevisée Sons Of Anarchy. Il comporte 8 scènes, dont une scène d'orgie.

## Fiche Technique
genre : Erotique
interdit aux moins de 18 ans

## Distribution
- Bonnie Rotten : Jackie
- Ava Addams : Diamond
- Jessa Rhodes : Jessie
- Dana DeArmond : P.I Jackson
- Evan Stone : Adam
- Prince Yahshua : Prince
- Tommy Gunn : Nero
- Steven St. Croix
- Kimberly Kane
- Misty Stone
- Toni Ribas : Pimp
- Nadia Styles
- Alektra Blue
- Seth Gamble : Darren
- Dahlia Sky : trésorière

Distribution par scène
- Scène 1 : Bonnie Rotten, Seth Gamble
- Scène 2 : Ava Addams, Toni Ribas
- Scène 3 : Jessa Rhodes, Tommi Gun
- Scène 4 : Ava Addams, Steven St Croix
- Scène 5 : Dana DeArmond, Evan Stone
- Scène 6 : Alektra Blue, Bonnie Rotten, Dahlia Sky, Karlo Karrera, Marco Banderas, Tony Martinez
- Scène 7 : Nadia Styles, Prince Yahshua
- Scène 8 : Bonnie Rotten, Misty Stone

## Récompenses et nominations
| Année | Cérémonie         | Catégorie                             | Acteur(s) nommé(s) | Résultat   |
| ----- | ----------------- | ------------------------------------- | ------------------ | ---------- |
| 2015  | NightMoves Awards | Meilleure parodie                     | NC                 | Lauréat    |
| 2015  | XRCO Awards       | Meilleure parodie dramatique          | NC                 | Nomination |
| 2016  | AVN Awards        | Meilleur réalisateur de parodie       | Bonnie Rotten      | Nomination |
| 2016  | AVN Awards        | Meilleur scénario de parodie          | NC                 | Nomination |
| 2016  | AVN Awards        | Meilleure parodie                     | NC                 | Nomination |
| 2016  | AVN Awards        | Meilleure actrice                     | Bonnie Rotten      | Nomination |
| 2016  | AVN Awards        | Meilleure actrice dans un second rôle | Jessa Rhodes       | Nomination |